# Kisnamény
Kisnamény is een plaats (község) en gemeente in het Hongaarse comitaat Szabolcs-Szatmár-Bereg. Kisnamény telt 341 inwoners (2001).